# Palatul Vulturul Negru din Oradea
Palatul Vulturul Negru este un monument arhitectonic reprezentativ al municipiului Oradea.
Palatul, aflat la adresa str. Independenței Nr. 1, a fost construit între 1907-1908 de arhitecții orădeni Marcell Komor și Dezső Jakab, în stil secession. Antreprenorul lucrării a fost Ferenc Sztarill. Pe locul acestei clădiri s-a aflat palatul Arborele Verde, care dispunea de o sală ce găzduia manifestările culturale și politice.
Clădirea este de colț, cu parter înalt și patru etaje, format din două corpuri între care se găsește un pasaj vitrat cu acces spre str. Independenței, Piața Unirii și str. Vasile Alecsandri. Fațada principală dinspre Piața Unirii este asimetrică, fiind formată din două corpuri mari, inegale, ce relevă cel mai bine stilul secession. Fațada corpului din str. Independenței este mai ordonată și sobră. Motivul central îl reprezintă un corp ieșit, împărțit în două registre, care se termină în atic trilobat, având un vitraliu în timpan. Vitraliul cu vulturul negru, devenit o emblemă a ansamblului, a fost executat în 1909, în atelierul orădean Neumann K.
Palatul Vulturul Negru este cea mai importantă clădire a stilului său, din Oradea. Clădirea este multifuncțională, cuprinzând, la vremea inaugurării, cazino, hotel, birouri, restaurant, grupate în trei corpuri asimetrice. În prezent, în clădire funcționează multe cluburi, cafenele, restaurante si birouri Digi, fiind un loc important de întâlnire pentru scena socială a Oradiei.